# Фалібілізм
Фалібілізм (від лат. fallibilis — «зобов'язаний помилятися» або «схильний помилятися») — епістемологічне положення, відповідно до якого не може бути абсолютної впевненості і ніколи не можна виключити всі можливості. Стратегія обґрунтування або пояснення, що ставить метою дати остаточне обґрунтування, ніколи не може привести до успіху. Тому залишається тільки завжди перевіряти переконання, думки чи гіпотези на помилки і, за можливістю, замінити їх на кращі (див. Фальсифікаціонізм).
В античні часи відомі такі представники фалібілістичних позицій як Аркесілай і Карнеад. У сучасній філософії можна назвати Якоба Фріза (Jakob Friedrich Fries) і Чарльза Пірса. Найважливішу фалібілістичну позицію сучасності представляє критичний раціоналізм Карла Поппера.
Положення фалібілізму припускає існування абсолютної істини, у розумінні якої можливі помилки. Відповідно до цього фалібілісти не релятивісти, які заперечують існування абсолютної істини. Вони також не нігілісти, які думають, що людина завжди помиляється. Вони просто стверджують, що вона завжди може помилятися. Вони також не обов'язково мають бути скептиками, які стверджують, що завжди є, в принципі, підстави сумніватися в усіх переконаннях.
Фалібілістичні положення також не стверджують, що немає жодних обґрунтованих переконань, тобто не заперечують можливості обґрунтування. Вони говорять лише про те, що в найкращому обґрунтуванні ніколи не можна виключити помилку. Фалібілістичні позиції таким чином не стверджують також, що переконання ніколи не можуть бути знанням у класичному сенсі (обґрунтована, істинна віра), але тільки те, що ніколи не буває впевненості чи є вони знанням. Той факт, що немає жодних обґрунтованих переконань, і разом з тим нема знання в традиційному сенсі, стверджує тільки скептицизм, який представляють окремі прибічники критичного раціоналізму (Поппер, Міллер, Бартлі), але не всі.
Віднесення Поппера до фалібілістів ґрунтується в основному на його висловлюваннях на користь емпіричної науки, оскільки він стояв в цьому контексті проти твердження, що можна шляхом логічної індукції (тобто виведенням висновку про загальне положення на підставі інформації про окреме чи одиничне явище) дійти до істини. Але є ще такі твердження, для яких можна ставити питання, чи можна застосовувати для них поняття фалібілізму. До них належать перформативи («Хрещається раб Божий»), висловлювання щодо власного психологічного стану («Щось тепер мені боляче»), логічні формули («А не є Б») і математичні формулювання («Квадратний корінь з 2 є ірраціональним числом»), а також тавтології або аналітичні висловлювання («Фраза „сніг білий“ правильна тільки тоді, коли сніг білий»). Багато філософів вірять, що в одному або у декількох з цих випадків можна дуже добре досягти абсолютної впевненості. Деякі з них також вважають, що деякі твердження не є ні істинними, ні хибними, і тому тут не можна говорити про помилки.
Ганс Альберт сформулював трилему Мюнхгаузена, у якій стверджує, що фалібілізм має універсальне застосування, незалежно від обраної форми знання, а також обраного шляху постановки його в основу. Існують також різні підходи до застосовування фалібілізму в області основних положень математики. Оскільки самі основи логіки і математики не можна піддавати сумніву, то приходимо до питання про базову логіку, тобто мінімальний набір правил, які є необхідними, щоб вони взагалі не заперечували одне одному.
Ганс Альберт мав на увазі фалібілізм як метод критичного аналізу при відмові від пошуку остаточних аргументів і гонитви за точним вирахуванням всіх наслідків соціально-технічних втручань, а також у галузі раціональної практики (тобто методології, етики, політики, економіки тощо) .